# Cryptophagus escolai
Cryptophagus escolai là một loài bọ cánh cứng trong họ Cryptophagidae. Loài này được Otero & Gonzalez miêu tả khoa học năm 1983.